# Ephippiorhynchus
Ephippiorhynchus é um pequeno gênero de cegonhas. Contém apenas duas espécies vivas e uma espécie extinta. São aves muito grandes, com mais de 140 cm de altura com uma envergadura de 230-270 cm. Ambas são principalmente preto e branco, com grandes bicos coloridos, principalmente vermelhos e pretos. Os sexos dessas espécies estão igualmente plumados, mas diferem na cor dos olhos. Os membros deste gênero às vezes são chamados de "Jaburus", mas isso se refere propriamente a um parente próximo da América Latina.

## Espécies
- jabiru-africano, Ephippiorhynchus senegalensis, da África subsaariana
- jabiru-asiático, Ephippiorhynchus asiaticus, de Ásia tropical e Austrália
- Ephippiorhynchus pakistanensis foi descrito em fósseis do Mioceno tardio encontrados no Paquistão.